# Make You Mine
«Make You Mine» —en español: «Hazte mía»— es una canción de la cantante y compositora estadounidense Madison Beer. Fue lanzada el 9 de febrero de 2024 a través de Epic Records y Sing It Loud. Escrita y producida por Beer y Leroy Clampitt, «Make You Mine» alcanzó el top 40 en Irlanda, Líbano, Lituania, Noruega y Arabia Saudita, y llegó al puesto número 50 en la lista de sencillos del Reino Unido.

## Antecedentes y lanzamiento
El 6 de febrero de 2024, Madison Beer compartió un fragmento de «Make You Mine» en las redes sociales. Al día siguiente, anunció la fecha de lanzamiento de la canción y la portada. «Make You Mine» fue lanzada el 9 de febrero de 2024, junto con un visualizador de letras en YouTube inspirado en la película estadounidense de 2009 Jennifer's Body. La canción fue escrita y producida por Beer y Leroy Clampitt en octubre de 2023. Beer codirigió un video musical para la canción con Aerin Moreno, el cual se lanzó el 24 de abril de 2024 y también contiene referencias a Jennifer's Body.

## Video musical
Un video musical acompañando a «Make You Mine», codirigido por Madison Beer junto con Aerin Moreno, fue lanzado el 24 de abril de 2024. Contiene referencias a la película Jennifer's Body de 2009 y a la película American Beauty de 1999.

## Posicionamiento en listas
| Listas (2024)                             | Mejor posición |
| ----------------------------------------- | -------------- |
| Austria (Ö3 Austria Top 40)               | 60             |
| Canadá (Canadian Hot 100)                 | 82             |
| Ucrania (TopHit)                          | 98             |
| República Checa (Singles Digitál Top 100) | 90             |
| Global 200 (Billboard)                    | 186            |
| Grecia (IFPI)                             | 19             |
| Irlanda (IRMA)                            | 33             |
| (Lebanese Top 20)                         | 15             |
| Lituania (AGATA)                          | 29             |
| Países Bajos (Mega Single Top 100)        | 65             |
| Países Bajos (Tipparade)                  | 12             |
| Nueva Zelanda (RMNZ)                      | 8              |
| Noruega (VG-lista)                        | 35             |
| Polonia (Polish Airplay Top 100)          | 15             |
| Polonia (Polish Streaming Top 100)        | 43             |
| Arabia Saudita (IFPI)                     | 13             |
| Eslovaquia (Singles Digitál Top 100)      | 84             |
| Suecia (Sverigetopplistan)                | 3              |
| Suiza (Schweizer Hitparade)               | 85             |
| Reino Unido (UK Singles Chart)            | 50             |
| Estados Unidos (Bubbling Under Hot 100)   | 9              |
| Estados Unidos (Dance/Mix Show Airplay)   | 1              |
| Estados Unidos (Mainstream Top 40)        | 16             |

## Certificaciones
| País    | Organismo certificador | Certificación | Ventas certificadas | Ref.   |
| ------- | ---------------------- | ------------- | ------------------- | ------ |
| Polonia | ZPAV                   | Oro           | 25 000              | [ 32 ] |